# WTA Tour 2011
Die WTA Tour 2011 war der 41. Jahrgang der Damentennis-Turnierserie, die von der Women’s Tennis Association ausgetragen wird.
Die Teamwettbewerbe Hopman Cup und Fed Cup werden wie die Grand-Slam-Turniere nicht von der WTA, sondern von der ITF organisiert. Hier werden sie dennoch aufgeführt, da die Spitzenspielerinnen auch diese Turniere in der Regel spielen.

## Änderungen
Gegenüber 2010 erfuhr der Turnierkalender die folgenden Änderungen:
- Nach zweijähriger Pause finden die Qatar Ladies Open (Kategorie: Premier) wieder in Doha statt.
- Die Brussels Ladies Open (Sandplatzturnier der Kategorie Premier als Vorbereitung auf die French Open) ersetzen das Turnier in Warschau.
- Der Baku Cup (Kategorie: International) ersetzt das Turnier in Prag.
- Die Citi Open (Kategorie: International) in College Park ersetzen das Turnier in Portorož.
- Nach zwölfjähriger Abstinenz (die Virginia Slims fanden 1972–1989 in Dallas statt) kehrt die WTA wieder nach Texas zurück; die Texas Open (Hartplatzturnier der Kategorie International als Vorbereitung auf die US Open) werden in Grapevine ausgetragen.
- Die beiden Turniere der Kategorie International in Ponte Vedra Beach und Istanbul wurden gestrichen.
- Die WTA Tour Championships werden bis 2014 in Istanbul ausgetragen (2008–2010 in Doha).

## Turnierplan
| Kategorie              |
| ---------------------- |
| Grand Slam             |
| Jahresendveranstaltung |
| Premier Mandatory      |
| Premier 5              |
| Premier                |
| International          |

| Sonstige   |
| ---------- |
| Hopman Cup |
| Fed Cup    |

### Erklärungen
Die Zeichenfolge von z. B. 128E/96Q/64D/32M hat folgende Bedeutung:

128E = 128 Spielerinnen spielen im Einzel

96Q = 96 Spielerinnen spielen die Qualifikation

64D = 64 Paarungen spielen im Doppel

32M = 32 Paarungen spielen im Mixed

### Januar
| Datum 1 | Turnier | Siegerin                                       | Finalgegnerin                                     | Ergebnis         |
| ------- | --- | ---------------------------------------------- | ------------------------------------------------- | ---------------- |
| 03.01.  | Hyundai Hopman Cup Perth, Australien ITF – 1.000.000AU$ Hartplatz                                                                                     | Bethanie Mattek-Sands John Isner               | Justine Henin Ruben Bemelmans                     | 2:1              |
| 03.01.  | Brisbane International Brisbane, Australien International – 220.000 $ Hartplatz – 32E/32Q/16D                                                         | Petra Kvitová                                  | Andrea Petković                                   | 6:1, 6:3         |
| 03.01.  | Brisbane International Brisbane, Australien International – 220.000 $ Hartplatz – 32E/32Q/16D                                                         | Alissa Kleibanowa Anastassija Pawljutschenkowa | Klaudia Jans Alicja Rosolska                      | 6:3, 7:5         |
| 03.01.  | ASB Classic Auckland, Neuseeland International – 220.000 $ Hartplatz – 32E/32Q/16D                                                                    | Gréta Arn                                      | Yanina Wickmayer                                  | 6:3, 6:3         |
| 03.01.  | ASB Classic Auckland, Neuseeland International – 220.000 $ Hartplatz – 32E/32Q/16D                                                                    | Květa Peschke Katarina Srebotnik               | Sofia Arvidsson Marina Eraković                   | 6:3, 6:0         |
| 10.01.  | Moorilla Hobart International Hobart, Australien International – 220.000 $ Hartplatz – 32E/32Q/16D                                                    | Jarmila Groth                                  | Bethanie Mattek-Sands                             | 6:4, 6:3         |
| 10.01.  | Moorilla Hobart International Hobart, Australien International – 220.000 $ Hartplatz – 32E/32Q/16D                                                    | Sara Errani Roberta Vinci                      | Kateryna Bondarenko Līga Dekmeijere               | 6:3, 7:5         |
| 10.01.  | Medibank International Sydney Sydney, Australien Premier – 600.000 $ Hartplatz – 30E/48Q/16D                                                          | Li Na                                          | Kim Clijsters                                     | 7:63, 6:3        |
| 10.01.  | Medibank International Sydney Sydney, Australien Premier – 600.000 $ Hartplatz – 30E/48Q/16D                                                          | Iveta Benešová Barbora Záhlavová-Strýcová      | Květa Peschke Katarina Srebotnik                  | 4:6, 6:4, [10:7] |
| 17.01.  | Australian Open Melbourne, Australien Grand Slam – A$ Hartplatz – 128E/96Q/64D/32M                                                                    | Kim Clijsters                                  | Li Na                                             | 3:6, 6:3, 6:3    |
| 17.01.  | Australian Open Melbourne, Australien Grand Slam – A$ Hartplatz – 128E/96Q/64D/32M                                                                    | Gisela Dulko Flavia Pennetta                   | Wiktoryja Asaranka Marija Kirilenko               | 2:6, 7:5, 6:1    |
| 17.01.  | Australian Open Melbourne, Australien Grand Slam – A$ Hartplatz – 128E/96Q/64D/32M                                                                    | Katarina Srebotnik Daniel Nestor               | Chan Yung-jan Paul Hanley                         | 6:3, 3:6, [10:7] |
| 31.01.  | Fed Cup, 1. Runde Hobart, Australien, Hartplatz Moskau, Russland, Hartplatz (Halle) Bratislava, Slowakei, Hartpl. (H) Antwerpen, Belgien, Hartpl. (H) | Italien Russland Tschechien Belgien            | Australien Frankreich Slowakei Vereinigte Staaten | 4:1 3:2 4:1      |

### Februar
| Datum 1 | Turnier | Siegerin                                     | Finalgegnerin                                 | Ergebnis          |
| ------- | --- | -------------------------------------------- | --------------------------------------------- | ----------------- |
| 07.02.  | PTT Pattaya Open Pattaya, Thailand International – 220.000 $ Hartplatz – 32E/16Q/16D                                   | Daniela Hantuchová                           | Sara Errani                                   | 6:0, 6:2          |
| 07.02.  | PTT Pattaya Open Pattaya, Thailand International – 220.000 $ Hartplatz – 32E/16Q/16D                                   | Sara Errani Roberta Vinci                    | Sun Sheng-Nan Zheng Jie                       | 3:6, 6:3, [10:5]  |
| 07.02.  | Open GDF Suez (Halle) Paris, Frankreich Premier – 618.000 $ Hartplatz – 30E/32Q/16D                                    | Petra Kvitová                                | Kim Clijsters                                 | 6:4, 6:3          |
| 07.02.  | Open GDF Suez (Halle) Paris, Frankreich Premier – 618.000 $ Hartplatz – 30E/32Q/16D                                    | Bethanie Mattek-Sands Meghann Shaughnessy    | Wera Duschewina Jekaterina Makarowa           | 6:4, 6:2          |
| 14.02.  | Cellular South Cup Memphis, Vereinigte Staaten International – 220.000 $ Hartplatz – 32E/16Q/16D                       | Magdaléna Rybáriková                         | Rebecca Marino                                | 6:2, Aufgabe      |
| 14.02.  | Cellular South Cup Memphis, Vereinigte Staaten International – 220.000 $ Hartplatz – 32E/16Q/16D                       | Wolha Hawarzowa Alla Kudrjawzewa             | Andrea Hlaváčková Lucie Hradecká              | 6:3, 4;6, [10:8]  |
| 14.02.  | Dubai Duty Free Tennis Championships Dubai, Vereinigte Arabische Emirate Premier 5 – 2.050.000 $ Hartplatz 56E/32Q/28D | Caroline Wozniacki                           | Swetlana Kusnezowa                            | 6:1, 6:3          |
| 14.02.  | Dubai Duty Free Tennis Championships Dubai, Vereinigte Arabische Emirate Premier 5 – 2.050.000 $ Hartplatz 56E/32Q/28D | Liezel Huber María José Martínez Sánchez     | Květa Peschke Katarina Srebotnik              | 7:65, 6:3         |
| 14.02.  | Copa BBVA Colsanitas Bogotá, Kolumbien International – 220.000 $ Sandplatz (rot) – 32E/32Q/16D                         | Lourdes Domínguez Lino                       | Mathilde Johansson                            | 2:6, 6:3, 6:2     |
| 14.02.  | Copa BBVA Colsanitas Bogotá, Kolumbien International – 220.000 $ Sandplatz (rot) – 32E/32Q/16D                         | Edina Gallovits-Hall Anabel Medina Garrigues | Sharon Fichman Laura Pous Tió                 | 2:6, 7:66, [11:9] |
| 21.02.  | Abierto Mexicano Telcel Acapulco, Mexiko International – 220.000 $ Sandplatz (rot) – 32E/32Q/16D                       | Gisela Dulko                                 | Arantxa Parra Santonja                        | 6:3, 7:65         |
| 21.02.  | Abierto Mexicano Telcel Acapulco, Mexiko International – 220.000 $ Sandplatz (rot) – 32E/32Q/16D                       | Marija Korytzewa Ioana Raluca Olaru          | Lourdes Domínguez Lino Arantxa Parra Santonja | 3:6, 6:1, [10:4]  |
| 21.02.  | Qatar Ladies Open Doha, Katar Premier – 721.000 $ Hartplatz – 28E/32Q/16D                                              | Wera Swonarjowa                              | Caroline Wozniacki                            | 6:4, 6:4          |
| 21.02.  | Qatar Ladies Open Doha, Katar Premier – 721.000 $ Hartplatz – 28E/32Q/16D                                              | Květa Peschke Katarina Srebotnik             | Liezel Huber Nadja Petrowa                    | 7:5, 62:7, [10:8] |
| 28.02.  | BMW Malaysia Open Kuala Lumpur, Malaysia International – 220.000 $ Hartplatz – 32E/32Q/16D                             | Jelena Dokić                                 | Lucie Šafářová                                | 2:6, 7:69, 6:4    |
| 28.02.  | BMW Malaysia Open Kuala Lumpur, Malaysia International – 220.000 $ Hartplatz – 32E/32Q/16D                             | Dinara Safina Galina Woskobojewa             | Noppawan Lertcheewakarn Jessica Moore         | 7:5, 2:6, [10:5]  |
| 28.02.  | Monterrey Open Monterrey, Mexiko International – 220.000 $ Hartplatz – 32E/32Q/16D                                     | Anastassija Pawljutschenkowa                 | Jelena Janković                               | 2:6, 6:2, 6:3     |
| 28.02.  | Monterrey Open Monterrey, Mexiko International – 220.000 $ Hartplatz – 32E/32Q/16D                                     | Iveta Benešová Barbora Záhlavová-Strýcová    | Anna-Lena Grönefeld Vania King                | 68:7, 6:2, [10:6] |

### März
| Datum 1 | Turnier                                                                                                   | Siegerin                               | Finalgegnerin                             | Ergebnis          |
| ------- | --- | -------------------------------------- | ----------------------------------------- | ----------------- |
| 07.03.  | BNP Paribas Open Indian Wells, Vereinigte Staaten Premier Mandatory – 4.500.000 $ Hartplatz – 96E/48Q/32D | Caroline Wozniacki                     | Marion Bartoli                            | 6:1, 2:6, 6:3     |
| 07.03.  | BNP Paribas Open Indian Wells, Vereinigte Staaten Premier Mandatory – 4.500.000 $ Hartplatz – 96E/48Q/32D | Sania Mirza Jelena Wesnina             | Bethanie Mattek-Sands Meghann Shaughnessy | 6:0, 7:5          |
| 21.03.  | Sony Ericsson Open Miami, Vereinigte Staaten Premier Mandatory – 4.500.000 $ Hartplatz – 96E/48Q/32D      | Wiktoryja Asaranka                     | Marija Scharapowa                         | 6:1, 6:4          |
| 21.03.  | Sony Ericsson Open Miami, Vereinigte Staaten Premier Mandatory – 4.500.000 $ Hartplatz – 96E/48Q/32D      | Daniela Hantuchová Agnieszka Radwańska | Liezel Huber Nadja Petrowa                | 7:65, 2:6, [10:8] |

### April
| Datum 1 | Turnier | Siegerin                                      | Finalgegnerin                             | Ergebnis         |
| ------- | --- | --------------------------------------------- | ----------------------------------------- | ---------------- |
| 04.04.  | Andalucia Tennis Experience Marbella, Spanien International – 220.000 $ Sandplatz (rot) – 32E/32Q/16D         | Wiktoryja Asaranka                            | Irina-Camelia Begu                        | 6:3, 6:2         |
| 04.04.  | Andalucia Tennis Experience Marbella, Spanien International – 220.000 $ Sandplatz (rot) – 32E/32Q/16D         | Nuria Llagostera Vives Arantxa Parra Santonja | Sara Errani Roberta Vinci                 | 3:6, 6:4, [10:5] |
| 04.04.  | Family Circle Cup Charleston, Vereinigte Staaten Premier – 721.000 $ Sandplatz (grün) – 56E/32Q/16D           | Caroline Wozniacki                            | Jelena Wesnina                            | 6:2, 6:3         |
| 04.04.  | Family Circle Cup Charleston, Vereinigte Staaten Premier – 721.000 $ Sandplatz (grün) – 56E/32Q/16D           | Sania Mirza Jelena Wesnina                    | Bethanie Mattek-Sands Meghann Shaughnessy | 6:4, 6:4         |
| 11.04.  | Fed Cup, Halbfinale Moskau, Russland, Hartplatz (H) Charleroi, Belgien (H)                                    | Russland Tschechien                           | Italien Belgien                           | 5:0 3:2          |
| 18.04.  | Grand Prix SAR La Princesse Lalla Meryem Fès, Marokko International – 220.000 $ Sandplatz (rot) – 32E/32Q/16D | Alberta Brianti                               | Simona Halep                              | 6:4, 6:3         |
| 18.04.  | Grand Prix SAR La Princesse Lalla Meryem Fès, Marokko International – 220.000 $ Sandplatz (rot) – 32E/32Q/16D | Andrea Hlaváčková Renata Voráčová             | Nina Brattschikowa Sandra Klemenschits    | 6:3, 6:4         |
| 18.04.  | Porsche Tennis Grand Prix (Halle) Stuttgart, Deutschland Premier – 721.000 $ Sandplatz (rot) – 28E/32Q/16D    | Julia Görges                                  | Caroline Wozniacki                        | 7:63, 6:3        |
| 18.04.  | Porsche Tennis Grand Prix (Halle) Stuttgart, Deutschland Premier – 721.000 $ Sandplatz (rot) – 28E/32Q/16D    | Sabine Lisicki Samantha Stosur                | Kristina Barrois Jasmin Wöhr              | 6:1, 7:65        |
| 25.04.  | Barcelona Ladies Open Barcelona, Spanien International – 220.000 $ Sandplatz (rot) – 32E/16Q/16D              | Roberta Vinci                                 | Lucie Hradecká                            | 4:6, 6:2, 6:2    |
| 25.04.  | Barcelona Ladies Open Barcelona, Spanien International – 220.000 $ Sandplatz (rot) – 32E/16Q/16D              | Iveta Benešová Barbora Záhlavová-Strýcová     | Natalie Grandin Vladimíra Uhlířová        | 5:7, 6:4, [11:9] |
| 25.04.  | Estoril Open Oeiras, Portugal International – 220.000 $ Sandplatz (rot) – 32E/32Q/16D                         | Anabel Medina Garrigues                       | Kristina Barrois                          | 6:1, 6:2         |
| 25.04.  | Estoril Open Oeiras, Portugal International – 220.000 $ Sandplatz (rot) – 32E/32Q/16D                         | Alissa Kleibanowa Galina Woskobojewa          | Eleni Daniilidou Michaëlla Krajicek       | 6:4, 6:2         |

### Mai
| Datum 1 | Turnier | Siegerin                             | Finalgegnerin                      | Ergebnis          |
| ------- | --- | ------------------------------------ | ---------------------------------- | ----------------- |
| 02.05.  | Mutua Madrid Open Madrid, Spanien Premier Mandatory – 4.500.000 $ Sandplatz (rot) – 64E/32Q/28D            | Petra Kvitová                        | Wiktoryja Asaranka                 | 7:63, 6:4         |
| 02.05.  | Mutua Madrid Open Madrid, Spanien Premier Mandatory – 4.500.000 $ Sandplatz (rot) – 64E/32Q/28D            | Wiktoryja Asaranka Marija Kirilenko  | Květa Peschke Katarina Srebotnik   | 6:4, 6:3          |
| 09.05.  | Internazionali BNL d’Italia Rom, Italien Premier 5 – 2.050.000 $ Sandplatz (rot) – 56E/32Q/28D             | Marija Scharapowa                    | Samantha Stosur                    | 6:2, 6:4          |
| 09.05.  | Internazionali BNL d’Italia Rom, Italien Premier 5 – 2.050.000 $ Sandplatz (rot) – 56E/32Q/28D             | Peng Shuai Zheng Jie                 | Vania King Jaroslawa Schwedowa     | 6:2, 6:3          |
| 16.05.  | Brussels Open Brüssel, Belgien Premier – 618.000 $ Sandplatz (rot) – 30E/24Q/16D                           | Caroline Wozniacki                   | Peng Shuai                         | 2:6, 6:3, 6:3     |
| 16.05.  | Brussels Open Brüssel, Belgien Premier – 618.000 $ Sandplatz (rot) – 30E/24Q/16D                           | Andrea Hlaváčková Galina Woskobojewa | Klaudia Jans Alicja Rosolska       | 3:6, 6:0, [10:5]  |
| 16.05.  | Internationaux de Strasbourg Straßburg, Frankreich International – 220.000 $ Sandplatz (rot) – 32E/32Q/16D | Andrea Petković                      | Marion Bartoli                     | 6:4, 1:0 Aufgabe  |
| 16.05.  | Internationaux de Strasbourg Straßburg, Frankreich International – 220.000 $ Sandplatz (rot) – 32E/32Q/16D | Oqgul Omonmurodova Chuang Chia-jung  | Natalie Grandin Vladimíra Uhlířová | 6:4, 5:7, [10:2]  |
| 23.05.  | French Open Paris, Frankreich Grand Slam – 17,226,040 € Sandplatz (rot) – 128E/96Q/64D/32M                 | Li Na                                | Francesca Schiavone                | 6:4, 7:60         |
| 23.05.  | French Open Paris, Frankreich Grand Slam – 17,226,040 € Sandplatz (rot) – 128E/96Q/64D/32M                 | Andrea Hlaváčková Lucie Hradecká     | Sania Mirza Jelena Wesnina         | 6:4, 6:3          |
| 23.05.  | French Open Paris, Frankreich Grand Slam – 17,226,040 € Sandplatz (rot) – 128E/96Q/64D/32M                 | Casey Dellacqua Scott Lipsky         | Katarina Srebotnik Nenad Zimonjić  | 7:66, 4:6, [10:7] |

### Juni
| Datum 1 | Turnier                                                                                                  | Siegerin                                    | Finalgegnerin                       | Ergebnis         |
| ------- | --- | ------------------------------------------- | ----------------------------------- | ---------------- |
| 06.06   | e-Boks Sony Ericsson Open (Halle) Kopenhagen, Dänemark International – 220.000 $ Hartplatz – 32E/30Q/16D | Caroline Wozniacki                          | Lucie Šafářová                      | 6:1, 6:4         |
| 06.06   | e-Boks Sony Ericsson Open (Halle) Kopenhagen, Dänemark International – 220.000 $ Hartplatz – 32E/30Q/16D | Johanna Larsson Jasmin Wöhr                 | Kristina Mladenovic Katarzyna Piter | 6:3, 6:3         |
| 06.06   | AEGON Classic Birmingham, Großbritannien International – 220.000 $ Rasen – 56E/21Q/16D                   | Sabine Lisicki                              | Daniela Hantuchová                  | 6:3, 6:2         |
| 06.06   | AEGON Classic Birmingham, Großbritannien International – 220.000 $ Rasen – 56E/21Q/16D                   | Wolha Hawarzowa Alla Kudrjawzewa            | Sara Errani Roberta Vinci           | 1:6, 6:1, [10:5] |
| 13.06.  | UNICEF Open ’s-Hertogenbosch, Niederlande International – 220.000 $ Rasen – 32E/16Q/16D                  | Roberta Vinci                               | Jelena Dokić                        | 67:7, 6:3, 7:5   |
| 13.06.  | UNICEF Open ’s-Hertogenbosch, Niederlande International – 220.000 $ Rasen – 32E/16Q/16D                  | Barbora Záhlavová-Strýcová Klára Zakopalová | Dominika Cibulková Flavia Pennetta  | 1:6, 6:4, [10:7] |
| 13.06.  | AEGON International Eastbourne, Großbritannien Premier – 618.000 $ Rasen – 32E/32Q/16D                   | Marion Bartoli                              | Petra Kvitová                       | 6:1, 4:6, 7:5    |
| 13.06.  | AEGON International Eastbourne, Großbritannien Premier – 618.000 $ Rasen – 32E/32Q/16D                   | Květa Peschke Katarina Srebotnik            | Liezel Huber Lisa Raymond           | 6:3, 6:0         |
| 20.06.  | Wimbledon Championships London, Großbritannien Grand Slam – £13,725,000 Rasen – 128E/96Q/64D/32M         | Petra Kvitová                               | Marija Scharapowa                   | 6:3, 6:4         |
| 20.06.  | Wimbledon Championships London, Großbritannien Grand Slam – £13,725,000 Rasen – 128E/96Q/64D/32M         | Květa Peschke Katarina Srebotnik            | Sabine Lisicki Samantha Stosur      | 6:3, 6:1         |
| 20.06.  | Wimbledon Championships London, Großbritannien Grand Slam – £13,725,000 Rasen – 128E/96Q/64D/32M         | Iveta Benešová Jürgen Melzer                | Jelena Wesnina Mahesh Bhupathi      | 6:3, 6:2         |

### Juli
| Datum 1 | Turnier | Siegerin                                           | Finalgegnerin                                 | Ergebnis          |
| ------- | --- | -------------------------------------------------- | --------------------------------------------- | ----------------- |
| 04.07.  | Poli-Farbe Budapest Grand Prix Budapest, Ungarn International – 220.000 $ Sandplatz (rot) – 32E/32Q/16D      | Roberta Vinci                                      | Irina-Camelia Begu                            | 6:4, 1:6, 6:4     |
| 04.07.  | Poli-Farbe Budapest Grand Prix Budapest, Ungarn International – 220.000 $ Sandplatz (rot) – 32E/32Q/16D      | Anabel Medina Garrigues Alicja Rosolska            | Natalie Grandin Vladimíra Uhlířová            | 6:2, 6:2          |
| 04.07.  | Collector Swedish Open Båstad, Schweden International – 220.000 $ Sandplatz (rot) – 32E/32Q/16D              | Polona Hercog                                      | Johanna Larsson                               | 6:4, 7:5          |
| 04.07.  | Collector Swedish Open Båstad, Schweden International – 220.000 $ Sandplatz (rot) – 32E/32Q/16D              | Lourdes Domínguez Lino María José Martínez Sánchez | Nuria Llagostera Vives Arantxa Parra Santonja | 6:3, 6:3          |
| 11.07.  | Internazionali Femminili di Palermo Palermo, Italien International – 220.000 $ Sandplatz (rot) – 32E/29Q/16D | Anabel Medina Garrigues                            | Polona Hercog                                 | 6:3, 6:2          |
| 11.07.  | Internazionali Femminili di Palermo Palermo, Italien International – 220.000 $ Sandplatz (rot) – 32E/29Q/16D | Sara Errani Roberta Vinci                          | Andrea Hlaváčková Klára Zakopalová            | 7:5, 6:1          |
| 11.07.  | Nürnberger Gastein Ladies Bad Gastein, Österreich International – 220.000 $ Sandplatz (rot) – 32E/32Q/16D    | María José Martínez Sánchez                        | Patricia Mayr-Achleitner                      | 6:0, 7:5          |
| 11.07.  | Nürnberger Gastein Ladies Bad Gastein, Österreich International – 220.000 $ Sandplatz (rot) – 32E/32Q/16D    | Eva Birnerová Lucie Hradecká                       | Jarmila Gajdošová Julia Görges                | 4:6, 6:2, [12:10] |
| 18.07.  | Baku Cup Baku, Aserbaidschan International – 220.000 $ Hartplatz – 32E/19Q/16D                               | Wera Swonarjowa                                    | Xenia Perwak                                  | 6:1, 6:4          |
| 18.07.  | Baku Cup Baku, Aserbaidschan International – 220.000 $ Hartplatz – 32E/19Q/16D                               | Marija Korytzewa Tazzjana Putschak                 | Monica Niculescu Galina Woskobojewa           | 6:3, 2:6, [10:8]  |
| 25.07.  | Bank of the West Classic Stanford, Vereinigte Staaten Premier – 721.000 $ Hartplatz – 28E/28Q/16D            | Serena Williams                                    | Marion Bartoli                                | 7:5, 6:1          |
| 25.07.  | Bank of the West Classic Stanford, Vereinigte Staaten Premier – 721.000 $ Hartplatz – 28E/28Q/16D            | Wiktorja Asaranka Marija Kirilenko                 | Liezel Huber Lisa Raymond                     | 6:1, 6:3          |
| 25.07.  | Citi Open College Park, Vereinigte Staaten International – 220.000 $ Hartplatz – 32E/20Q/16D                 | Nadja Petrowa                                      | Shahar Peer                                   | 7:5, 6:2          |
| 25.07.  | Citi Open College Park, Vereinigte Staaten International – 220.000 $ Hartplatz – 32E/20Q/16D                 | Sania Mirza Jaroslawa Schwedowa                    | Wolha Hawarzowa Alla Kudrjawzewa              | 6:3, 6:3          |

### August
| Datum 1 | Turnier | Siegerin                         | Finalgegnerin                       | Ergebnis          |
| ------- | --- | -------------------------------- | ----------------------------------- | ----------------- |
| 01.08.  | Mercury Insurance Open San Diego, Vereinigte Staaten Premier – 721.000 $ Hartplatz – 56E/32Q/16D                               | Agnieszka Radwańska              | Wera Swonarjowa                     | 6:3, 6:4          |
| 01.08.  | Mercury Insurance Open San Diego, Vereinigte Staaten Premier – 721.000 $ Hartplatz – 56E/32Q/16D                               | Květa Peschke Katarina Srebotnik | Raquel Kops-Jones Abigail Spears    | 6:0, 6:2          |
| 08.08.  | Rogers Cup presented by National Bank Toronto, Kanada Premier 5 – 2.050.000 $ Hartplatz – 56E/48Q/28D                          | Serena Williams                  | Sam Stosur                          | 6:4, 6:2          |
| 08.08.  | Rogers Cup presented by National Bank Toronto, Kanada Premier 5 – 2.050.000 $ Hartplatz – 56E/48Q/28D                          | Liezel Huber Lisa Raymond        | Wiktoryja Asaranka Marija Kirilenko | kampflos          |
| 15.08.  | Western & Southern Financial Group Women’s Open Cincinnati, Vereinigte Staaten Premier 5 – 2.050.000 $ Hartplatz – 56E/48Q/28D | Marija Scharapowa                | Jelena Janković                     | 4:6, 7:63, 6:3    |
| 15.08.  | Western & Southern Financial Group Women’s Open Cincinnati, Vereinigte Staaten Premier 5 – 2.050.000 $ Hartplatz – 56E/48Q/28D | Vania King Jaroslawa Schwedowa   | Natalie Grandin Vladimíra Uhlířová  | 6:4, 3:6, [11:9]  |
| 22.08.  | New Haven Open at Yale New Haven, Vereinigte Staaten Premier – 618.000 $ Hartplatz – 30E/32Q/16D                               | Caroline Wozniacki               | Petra Cetkovská                     | 6:4, 6:1          |
| 22.08.  | New Haven Open at Yale New Haven, Vereinigte Staaten Premier – 618.000 $ Hartplatz – 30E/32Q/16D                               | Chuang Chia-jung Wolha Hawarzowa | Sara Errani Roberta Vinci           | 7:5, 6:2          |
| 22.08.  | Texas Open Dallas, Vereinigte Staaten International – 220.000 $ Hartplatz – 32E/16Q/12D                                        | Sabine Lisicki                   | Aravane Rezaï                       | 6:4, 6:2          |
| 22.08.  | Texas Open Dallas, Vereinigte Staaten International – 220.000 $ Hartplatz – 32E/16Q/12D                                        | Alberta Brianti Sorana Cîrstea   | Pauline Parmentier Alizé Cornet     | 7:5, 6:3          |
| 29.08.  | US Open New York, Vereinigte Staaten Grand Slam – 22.668.000 $ Hartplatz – 128E/96Q/64D/32M                                    | Samantha Stosur                  | Serena Williams                     | 6:2, 6:3          |
| 29.08.  | US Open New York, Vereinigte Staaten Grand Slam – 22.668.000 $ Hartplatz – 128E/96Q/64D/32M                                    | Liezel Huber Lisa Raymond        | Vania King Jaroslawa Schwedowa      | 4:6, 7:65, 7:63   |
| 29.08.  | US Open New York, Vereinigte Staaten Grand Slam – 22.668.000 $ Hartplatz – 128E/96Q/64D/32M                                    | Melanie Oudin Jack Sock          | Gisela Dulko Eduardo Schwank        | 7:64, 4:6, [10:8] |

### September
| Datum 1 | Turnier                                                                                                 | Siegerin                              | Finalgegnerin                         | Ergebnis          |
| ------- | --- | ------------------------------------- | ------------------------------------- | ----------------- |
| 12.09.  | Tashkent Open Taschkent, Usbekistan International – 220.000 $ Hartplatz – 32E/32Q/16D                   | Xenia Perwak                          | Eva Birnerová                         | 6:3, 6:1          |
| 12.09.  | Tashkent Open Taschkent, Usbekistan International – 220.000 $ Hartplatz – 32E/32Q/16D                   | Eleni Daniilidou Witalija Djatschenko | Ljudmyla Kitschenok Nadija Kitschenok | 6:4, 6:3          |
| 12.09.  | Challenge Bell (Halle) Québec, Kanada International – 220.000 $ Teppich – 32E/26Q/16D                   | Barbora Záhlavová-Strýcová            | Marina Eraković                       | 4:6, 6:1, 6:0     |
| 12.09.  | Challenge Bell (Halle) Québec, Kanada International – 220.000 $ Teppich – 32E/26Q/16D                   | Raquel Kops-Jones Abigail Spears      | Jamie Hampton Anna Tatischwili        | 6:1, 3:6, [10:6]  |
| 19.09.  | Guangzhou International Women’s Open Guangzhou, China International – 220.000 $ Hartplatz – 32E/24Q/16D | Chanelle Scheepers                    | Magdaléna Rybáriková                  | 6:2, 6:2          |
| 19.09.  | Guangzhou International Women’s Open Guangzhou, China International – 220.000 $ Hartplatz – 32E/24Q/16D | Hsieh Su-wei Zheng Saisai             | Chan Chin-wei Han Xinyun              | 6:2, 6:1          |
| 19.09.  | Hansol Korea Open Seoul, Südkorea International – 220.000 $ Hartplatz – 32E/32Q/16D                     | María José Martínez Sánchez           | Galina Woskobojewa                    | 7:60, 7:62        |
| 19.09.  | Hansol Korea Open Seoul, Südkorea International – 220.000 $ Hartplatz – 32E/32Q/16D                     | Natalie Grandin Vladimíra Uhlířová    | Wera Duschewina Galina Woskobojewa    | 7:65, 6:4         |
| 26.09.  | Toray Pan Pacific Open Tokio, Japan Premier 5 – 2.050.000 $ Hartplatz – 56E/32Q/16D                     | Agnieszka Radwańska                   | Wera Swonarjowa                       | 6:3, 6:2          |
| 26.09.  | Toray Pan Pacific Open Tokio, Japan Premier 5 – 2.050.000 $ Hartplatz – 56E/32Q/16D                     | Liezel Huber Lisa Raymond             | Gisela Dulko Flavia Pennetta          | 7:64, 0:6, [10:6] |

### Oktober
| Datum 1 | Turnier | Siegerin                                  | Finalgegnerin                            | Ergebnis         |
| ------- | --- | ----------------------------------------- | ---------------------------------------- | ---------------- |
| 03.10.  | China Open Peking, China Premier Mandatory – 4.500.000 $ Hartplatz – 60E/32Q/28D                                         | Agnieszka Radwańska                       | Andrea Petković                          | 7:5, 0:6, 6:4    |
| 03.10.  | China Open Peking, China Premier Mandatory – 4.500.000 $ Hartplatz – 60E/32Q/28D                                         | Květa Peschke Katarina Srebotnik          | Gisela Dulko Flavia Pennetta             | 6:3, 6:4         |
| 10.10.  | Generali Ladies Linz presented by voestalpine (Halle) Linz, Österreich International – 220.000 $ Hartplatz – 32E/32Q/16D | Petra Kvitová                             | Dominika Cibulková                       | 6:4, 6:1         |
| 10.10.  | Generali Ladies Linz presented by voestalpine (Halle) Linz, Österreich International – 220.000 $ Hartplatz – 32E/32Q/16D | Marina Eraković Jelena Wesnina            | Julia Görges Anna-Lena Grönefeld         | 7:5, 6:1         |
| 10.10.  | HP Japan Women’s Tennis Open Osaka, Japan International – 220.000 $ Hartplatz – 32E/32Q/16D                              | Marion Bartoli                            | Samantha Stosur                          | 6:3, 6:1         |
| 10.10.  | HP Japan Women’s Tennis Open Osaka, Japan International – 220.000 $ Hartplatz – 32E/32Q/16D                              | Kimiko Date Krumm Zhang Shuai             | Vania King Jaroslawa Schwedowa           | 7:5, 3:6, [11:9] |
| 17.10.  | Kremlin Cup (Halle) Moskau, Russland Premier – 1.000.000 $ Hartplatz – 28E/32Q/16D                                       | Dominika Cibulková                        | Kaia Kanepi                              | 3:6, 7:61, 7:5   |
| 17.10.  | Kremlin Cup (Halle) Moskau, Russland Premier – 1.000.000 $ Hartplatz – 28E/32Q/16D                                       | Vania King Jaroslawa Schwedowa            | Anastassija Rodionowa Galina Woskobojewa | 7:63, 6:3        |
| 17.10.  | BGL BNP PARIBAS Luxembourg Open (Halle) Luxemburg (Stadt), Luxemburg International – 220.000 $ Hartplatz – 32E/29Q/16D   | Wiktoryja Asaranka                        | Monica Niculescu                         | 6:2, 6:2         |
| 17.10.  | BGL BNP PARIBAS Luxembourg Open (Halle) Luxemburg (Stadt), Luxemburg International – 220.000 $ Hartplatz – 32E/29Q/16D   | Iveta Benešová Barbora Záhlavová-Strýcová | Lucie Hradecká Jekaterina Makarowa       | 7:5, 6:3         |
| 24.10.  | WTA Championships (Halle) Istanbul, Türkei Jahresendveranstaltung – 4.900.000 $ Hartplatz – 8E/4D                        | Petra Kvitová                             | Wiktoryja Asaranka                       | 7:5, 4:6, 6:3    |
| 24.10.  | WTA Championships (Halle) Istanbul, Türkei Jahresendveranstaltung – 4.900.000 $ Hartplatz – 8E/4D                        | Liezel Huber Lisa Raymond                 | Květa Peschke Katarina Srebotnik         | 6:4, 6:4         |
| 31.10.  | Commonwealth Bank Tournament of Champions (Halle) Bali, Indonesien Jahresendveranstaltung – 600.000 $ Hartplatz – 8E     | Ana Ivanović                              | Anabel Medina Garrigues                  | 6:3, 6:0         |
| 31.10.  | Fed Cup, Finale | Tschechien                                | Russland                                 | 3:2              |

## Rücktritte
Die folgenden bedeutende Spielerinnen beendeten 2011 ihre Tenniskarriere:
- Tathiana Garbin – Januar 2011
- Justine Henin – 26. Januar 2011
- Mara Santangelo – 28. Januar 2011
- Stéphanie Cohen-Aloro – 10. Februar 2011[3]
- Patty Schnyder – 28. Mai 2011[4]
- Sybille Bammer – 14. Juli 2011[5]
- Martina Müller – 18. August 2011[6]

## Geldrangliste
Stand zum Saisonende (in US$):
| Platz | Spielerin                    | Einzel    | Doppel  | Mixed  | Gesamt    |
| ----- | ---------------------------- | --------- | ------- | ------ | --------- |
| 1.    | Petra Kvitová                | 5.131.009 | 12.476  | 2.458  | 5.145.943 |
| 2.    | Caroline Wozniacki           | 3.064.756 | 825     |        | 4.065.581 |
| 3.    | Wiktoryja Asaranka           | 3.172.489 | 373.543 |        | 3.771.032 |
| 4.    | Li Na                        | 3.484.139 |         |        | 3.709.139 |
| 5.    | Samantha Stosur              | 2.929.333 | 145.780 | 1.040  | 3.476.153 |
| 6.    | Marija Scharapowa            | 2.899.148 |         |        | 2.899.148 |
| 7.    | Wera Swonarjowa              | 1.902.281 | 45.737  |        | 2.673.018 |
| 8.    | Agnieszka Radwańska          | 2.202.722 | 253.846 |        | 2.456.568 |
| 9.    | Kim Clijsters                | 2.325.741 |         |        | 2.325.741 |
| 10.   | Serena Williams              | 1.978.930 |         |        | 1.978.930 |
| 11.   | Francesca Schiavone          | 1.520.375 | 36.976  |        | 1.782.351 |
| 12.   | Marion Bartoli               | 1.757.863 |         |        | 1.757.863 |
| 13.   | Andrea Petković              | 1.538.087 | 58.322  | 5.862  | 1.652.271 |
| 14.   | Flavia Pennetta              | 781.698   | 468.265 | 4.958  | 1.254.921 |
| 15.   | Jelena Janković              | 797.228   | 31.190  |        | 1.078.418 |
| 16.   | Marija Kirilenko             | 542.040   | 443.154 | 16.223 | 1.001.417 |
| 17.   | Sabine Lisicki               | 840.445   | 127.189 |        | 967.634   |
| 18.   | Peng Shuai                   | 765.965   | 161.293 |        | 927.258   |
| 19.   | Anastassija Pawljutschenkowa | 852.843   | 63.396  |        | 916.239   |
| 20.   | Liezel Huber                 |           | 838.080 | 19.351 | 857.431   |